# Wirtschaftsuniversität Athen

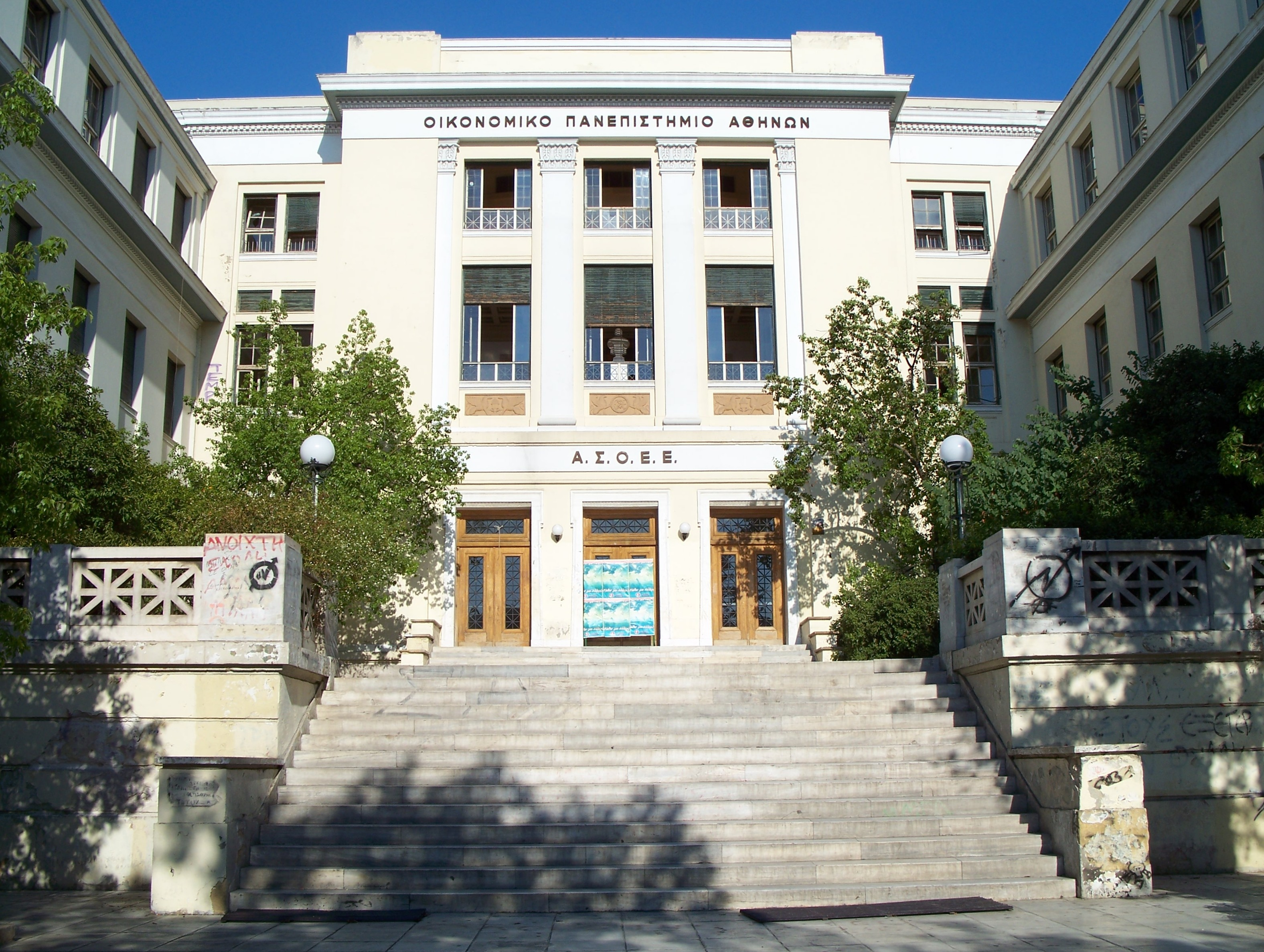
Altbau

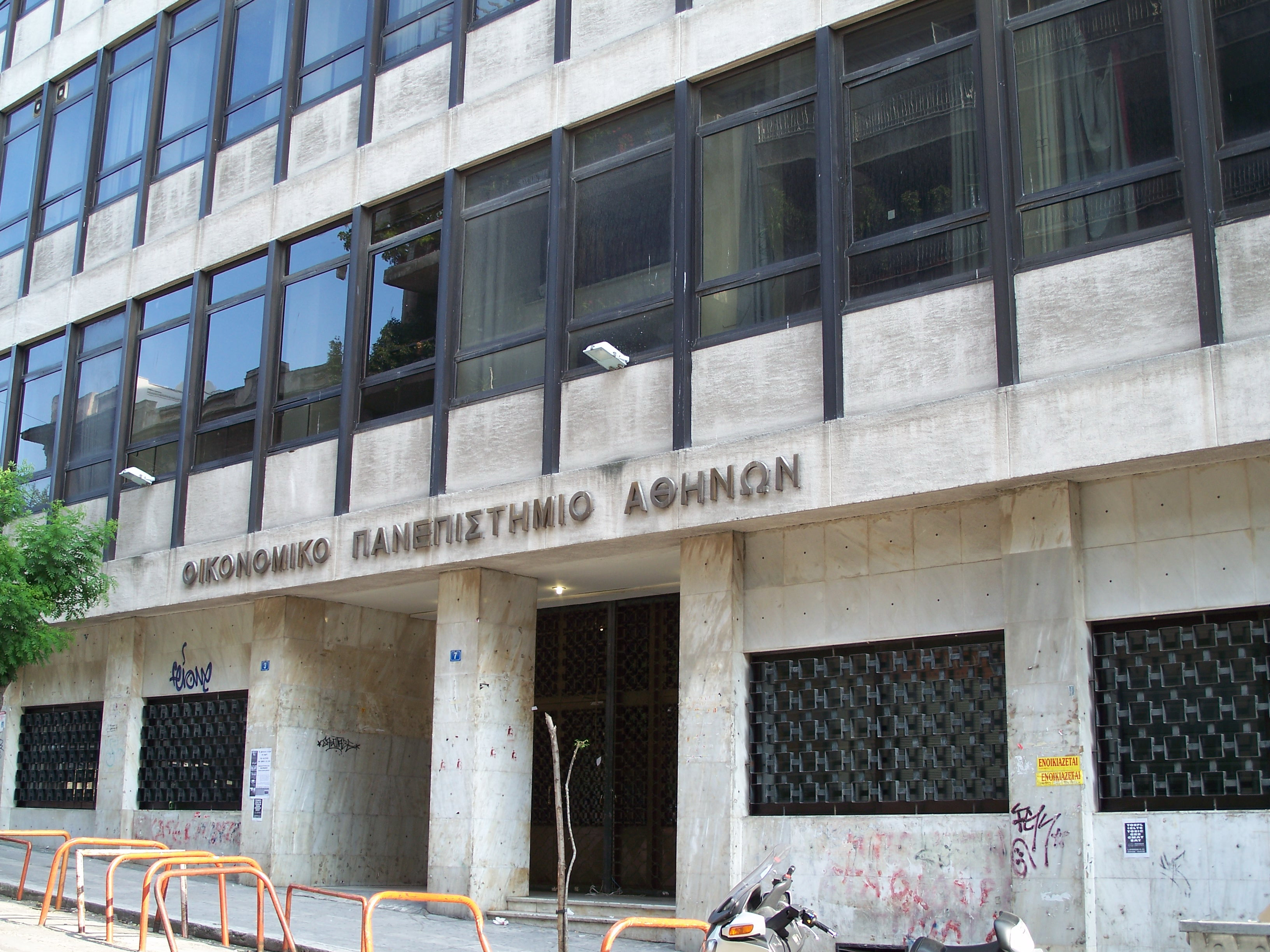
Eingang zum Neubau

Die Wirtschaftsuniversität Athen (griechisch: Οικονομικό Πανεπιστήμιο Αθηνών; bis 1989 bekannt als Wirtschaftshochschule Athen – Ανωτάτη Σχολή Οικονομικών και Εμπορικών Επιστημών) ist eine 1920 durch Eleftherios Venizelos gegründete Wirtschaftshochschule in Athen, Griechenland.

## Fakultäten
Es gibt 3 Fakultäten, die wiederum in mehrere Ressorts aufgeteilt sind. Jedes Ressort bietet einen 4-jährigen Bachelor in dem jeweiligen Studienfach und mehrere mindestens 1-jährige Studiengänge auf Master-Niveau an.
| Fakultät                                     | Ressort | Angebotene Abschlüsse auf Master-Niveau |
| -------------------------------------------- | --- | --- |
| School of Economic Sciences                  | - Wirtschaftswissenschaften und Volkswirtschaftslehre - Internationale und Europäische Wirtschaftswissenschaften                            | - MSc in International Negotiations - MSc in Law and Economics in Energy Markets - MSc in Finance and Banking - MSc in Applied Economics and Finance - MSc in Economics |
| School of Business                           | - Wirtschaftswissenschaften und Betriebswirtschaftslehre - Kommunikationsmanagement und Marketing - Rechnungs- und Finanzwesen - Management | - MSc in Business Analytics - MSc in Management Science and Technology - MSc in Public Policy and Public Management - MSc in Human Resource Management - Master in Business Administration International – MBA International - MA in Heritage Management (in Kooperation mit der Universität Kent) - MSc in Services Management - Executive MBA - Master in Business Administration (MBA) - Athens MBA (in Kooperation mit der National Technischen Universität Athen) - MSc in Accounting and Finance - MSc in Financial Management - MSc in International Shipping, Finance and Management - MSc in Marketing & Communication |
| School of Information Science and Technology | - Informatik - Statistik | - MSc in Computer Science - MSc in Information Systems - MSc in Digital Methods for the Humanities - MSc in Data Science - MSc in Business Mathematics (in Kooperation mit der Nationalen und Kapodistrias-Universität Athen) - MSc in Statistics - MSc in Applied Statistics - MSc in Quantitative Actuarial and Financial Risk Management |

## Rankings
- In einer Marktstudie über die 500 besten Wirtschaftsfakultäten Europas durch das Nachrichtenmagazin Der Spiegel wurde Platz 25 erreicht.[6]
- Eduniversal listet die Wirtschaftsuniversität Athen mit 4 Palmenblättern als beste griechische Business School und unter den Top-300 Business Schools weltweit.[7]
- In QS World University Rankings wird die Wirtschaftsuniversität Athen im Global Ranking in der Gruppe 801-1000 geführt und erzielte in den Fachdisziplinen folgende Ergebnisse:
  - Social Sciences & Management: 293
  - Accounting & Finance: 151-200
  - Economics & Econometrics: 151-200
  - Business & Management: 151-200
  - Computer Science & Information Systems: 301-350[8][9]

## Persönlichkeiten
- Manolis Glezos (1922–2020), Politiker und Autor
- Giorgos Kontogeorgis (1912–2009), Politiker
- Giorgos Papakonstantinou (* 1961), Gastprofessor, Ökonom und Politiker
- Bernhard Wieland (* 1952), Wirtschaftsdozent